# St Peter Mancroft (Norwich)

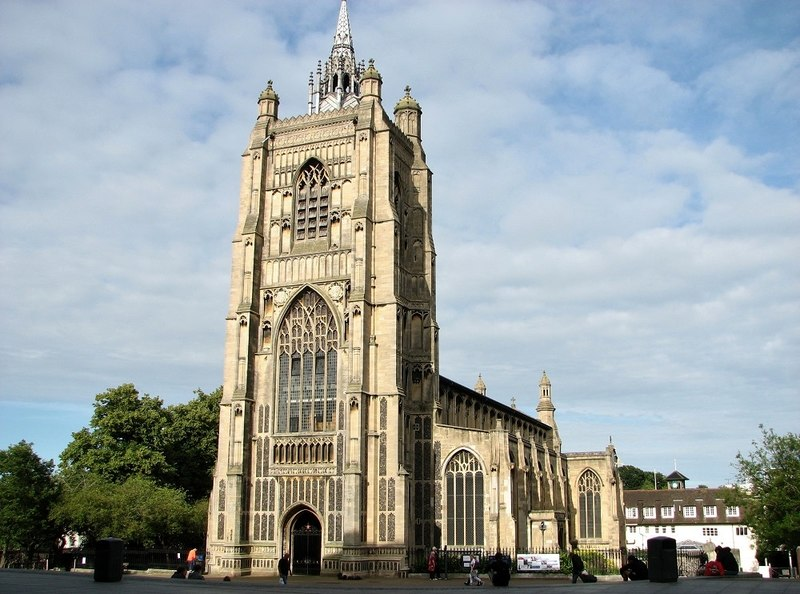
St. Peter Mancroft

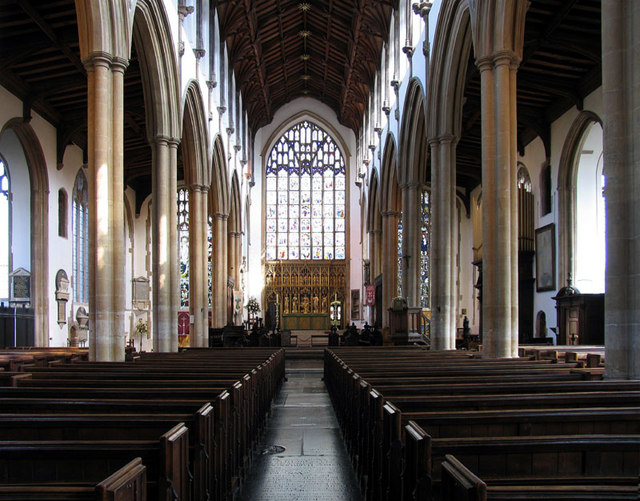
Langhaus und Chor

St Peter Mancroft ist eine Pfarrkirche der anglikanischen Church of England unter dem Patrozinium des Apostels Petrus in der ostenglischen Stadt Norwich in der Grafschaft (county) Norfolk. Sie ist als Grade-I-Bauwerk eingestuft und gehört zum Major Churches Network. Die Bedeutung des seit Jahrhunderten überlieferten Beinamens Mancroft ist unklar.

## Lage
Die Stadt Norwich ist ca. 180 km (Fahrtstrecke) in nordöstlicher Richtung von London entfernt; bis zur Nordseeküste sind es nur ca. 30 km (Luftlinie). Die Kirche liegt im Stadtzentrum nahe dem Marktplatz und ist nur etwa 300 m vom Norwich Castle entfernt.

## Geschichte
Eine erste Kirche wurde Ende des 11. Jahrhunderts von Ralph de Gaël, einem Mitstreiter Wilhelms des Eroberers, erbaut. Im Jahr 1388 kam die Kirche in den Besitz des Benediktinerklosters St Mary in the Fields, welches um die Mitte des 15. Jahrhunderts einen Neubau in den Formen des Perpendicular Style unternahm. Etwa 40 Jahre nach der Auflösung der englischen Klöster unter Heinrich VIII. in den Jahren 1536–1541 wurde die Kirche eine Pfarrkirche.

## Architektur
Neben dem Vierungsturm der Kathedrale von Norwich dominiert der etwa 40 m hohe und von seitlichen Strebepfeilern stabilisierte Westturm die Silhouette der Stadt. Er sollte wahrscheinlich noch einen Spitzhelm tragen, der jedoch nie begonnen wurde; der heutige bleigedeckte Helm ist eine Hinzufügung aus den Jahren 1895/96. Das Innere der Kirche ist dreischiffig und basilikal aufgebaut; alle drei Schiffe haben Holzdecken. Besonders erwähnenswert ist das stilreine Maßwerk der drei Chorfenster.

## Ausstattung

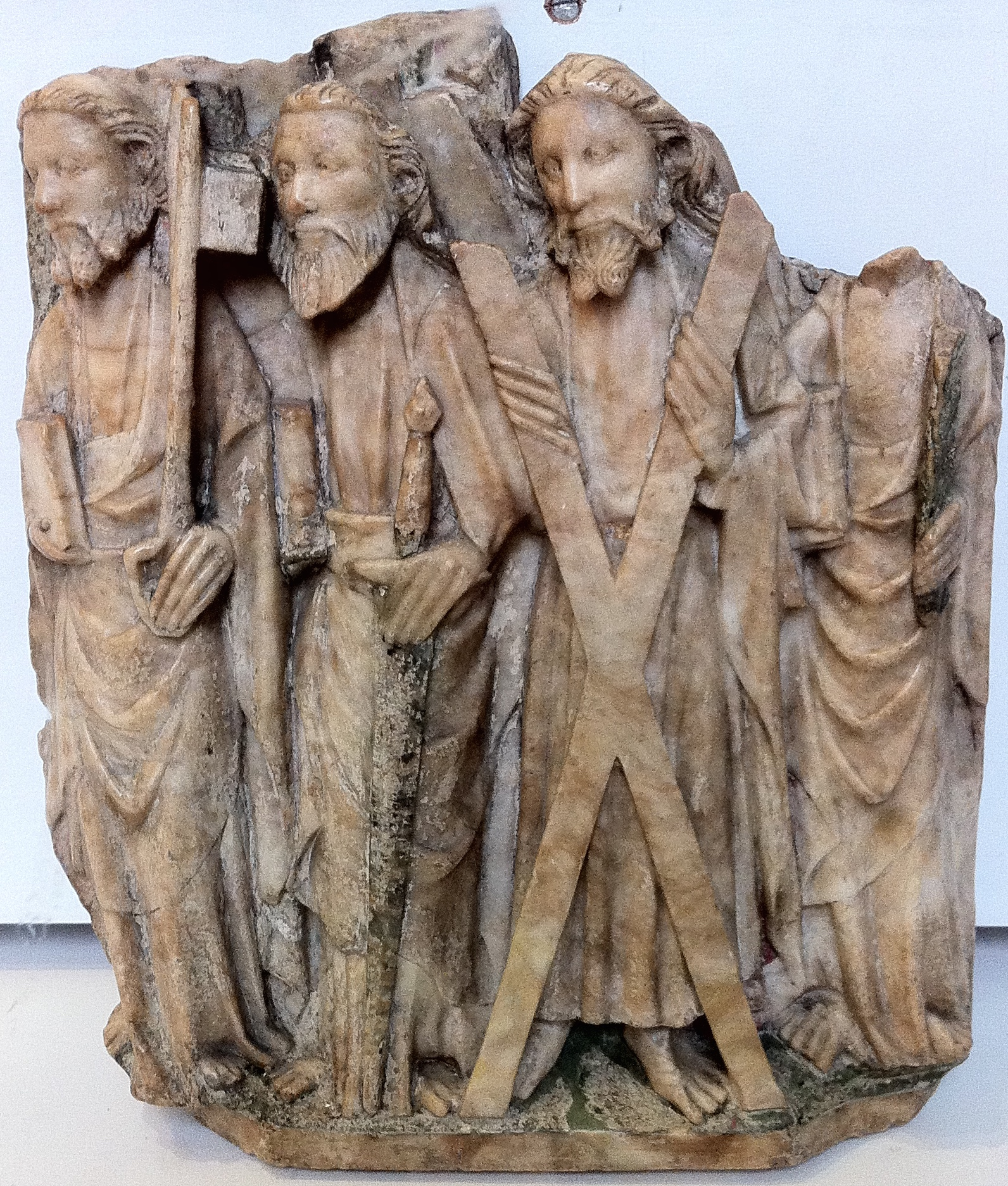
Figurengruppe der Apostel

Der größte Teil der Ausstattung stammt aus dem 19. Jahrhundert. Aus spätmittelalterlicher Zeit stammen lediglich eine Figurengruppe mit den Aposteln Petrus, Paulus, Andreas und Johannes, das Taufbecken und sein Baldachin sowie ein Webteppich mit der Darstellung der Auferstehung Christi. Im Lauf der Zeit kamen einige Grabmäler und Epitaphe (darunter eines für den Philosophen Thomas Browne († 1682)) hinzu.

### Orgel
Die heutige Orgel wurde 1984 von dem Orgelbauer Peter Colins erbaut. Das Instrument hat 38 Register auf drei Manualen und Pedal. Die Spiel- und Registertrakturen sind mechanisch.
| I Great Organ C–g3 |              |        |
| 1.                 | Bourdon      | 16′    |
| 2.                 | Principal    | 8′     |
| 3.                 | Spitz Flute  | 8′     |
| 4.                 | Octave       | 4′     |
| 5.                 | Hohl Flute   | 4′     |
| 6.                 | Quint        | 2 ⁄3′  |
| 7.                 | Octave       | 2′     |
| 8.                 | Block Flute  | 2′     |
| 9.                 | Tierce       | 1 3⁄5′ |
| 10.                | Mixture IV-V |        |
| 11.                | Cymbal II    |        |
| 12.                | Trumpet      | 8′     |
|                    | Tremulant    |        |

| II Choir Organ C–g3 |                |    |
| 13.                 | Stopt Diapason | 8′ |
| 14.                 | Salicional     | 8′ |
| 15.                 | Celeste        | 8′ |
| 16.                 | Coppel         | 4′ |
| 17.                 | Principal      | 2′ |
| 18.                 | Octave         | 1′ |
| 19.                 | Tertian II     |    |
| 20.                 | Vox Humana     | 8′ |
|                     | Tremulant      |    |

| Ruck Positif C–g3 |                 |       |
| 21.               | Gedackt         | 8′    |
| 22.               | Quintadena      | 8′    |
| 23.               | Principal       | 4′    |
| 24.               | Rohr Flute      | 4′    |
| 25.               | Gemshorn        | 2′    |
| 26.               | Tapered Quint   | 1 ⁄3′ |
| 27.               | Sesquialtera II |       |
| 28.               | Scharff IV-V    |       |
| 29.               | Curtall         | 16′   |
| 30.               | Cremona         | 8′    |
|                   | Tremulant       |       |

| Pedal Organ C–f1 |              |     |
| 31.              | Principal    | 16′ |
| 32.              | Subbass      | 16′ |
| 33.              | Octave       | 8′  |
| 34.              | Wood Flute   | 8′  |
| 35.              | Tenor Octave | 4′  |
| 36.              | Mixture IV   |     |
| 37.              | Posaune      | 16′ |
| 38.              | Trumpet      | 8′  |

- Koppeln: II/I, III/I, III/II, I/P, II/P, III/P